# Landing Zone 1 i 2
Landing Zone 1 i Landing Zone 2 (znane również jako LZ-1 i LZ-2) – lądowiska zlokalizowane na terenie Cape Canaveral Space Force Station na Florydzie, wykorzystywane przez firmę SpaceX. Umożliwiają one odzyskiwanie pierwszego stopnia rakiety Falcon 9 lub bocznych boosterów rakiety Falcon Heavy.
Oba lądowiska zostały wybudowane na terenie dawnego kompleksu startowego Launch Complex 13, dzierżawionego przez SpaceX od lutego 2015 roku. Lądowisko Landing Zone 1 został po raz pierwszy wykorzystany 21 grudnia 2015 roku podczas misji Orbcomm OG2 M2, kiedy to właśnie na nim wylądował pierwszy stopień Falcona 9 oznaczony jako B1019. Lądowisko Landing Zone 2 zostało użyte przed pierwszym lotem Falcona Heavy, który odbył się 6 lutego 2018 roku. Podczas lotów Falcona Heavy oba lądowiska są wykorzystywane jednocześnie, umożliwiając lądowanie obu boosterów na raz.
W dniu 1 sierpnia 2025 roku lądowisko Landing Zone 1 zostało po raz ostatni użyte do lądowania pierwszego stopnia rakiety Falcon 9 w ramach misji Crew 11, po czym planowane jest jej przekształcenie z powrotem w Launch Complex 13. Z kolei na Landing Zone 2 nadal będą lądować pierwsze stopnie Falcona 9, podczas gdy SpaceX prowadzi budowę nowych stref lądowania w pobliżu Launch Complex 39A oraz Launch Complex 40.

## Lądowiska
Landing Zone 1 i 2 znajdują się w dawnej lokalizacji Launch Complex 13, która została zburzona i zastąpiona dwoma okrągłymi lądowiskami o średnicy 86 metrów, które zostały oznaczone stylizowanym X z logo firmy SpaceX. Początkowo planowano budowę czterech kolejnych lądowisk, każde o średnicy 46 metrów, które miały wesprzeć jednoczesne odzyskiwanie dodatkowych stopni rakiety, które miały być używane przez Falcona Heavy, chociaż finalnie zbudowano tylko jedno dodatkowe lądowisko.
Działalność obiektu rozpoczęła się po siedmiu wcześniejszych testach lądowania przeprowadzonych przez SpaceX, z których pięć obejmowało celowe wodowanie do oceanu, a następne dwa były nieudaną próbą lądowania na platformie oceanicznej. Elon Musk wskazał w styczniu 2016 roku, że jego zdaniem prawdopodobieństwo udanych lądowań na lądowisku w 2016 roku wyniesie około 70%, jednocześnie ostrzegając, że firma spodziewa się „kilku niepowodzeń”.

W lipcu 2016 roku firma SpaceX złożyła wniosek o pozwolenie na budowę dwóch dodatkowych lądowisk przy Landing Zone 1, które miałyby służyć do lądowania bocznych członów Falcona Heavy. 
W maju 2017 roku, rozpoczęła się budowa drugiego, mniejszego lądowiska, nazwanego Landing Zone 2. Lądowisko to znajduje się około 310 metrów na północny zachód od Landing Zone 1 i służy głównie do lądowania bocznych stopni Falcon Heavy. W czerwcu 2017 roku lądowisko to zostało pomalowane za pomocą farby odbijającej fale radiowe w celu zwiększenia precyzji samego lądowania.

Pierwsze stopnie rakiety Falcon 9 zazwyczaj lądują na lądowisku LZ-1, choć mogą również lądować na lądowisku LZ-2. Zdarza się to, gdy niemożliwe jest wylądowanie na lądowisku LZ-1, na przykład z powodu obecności na nim pierwszego stopnia rakiety, który nadal pozostaje na tym lądowisku.

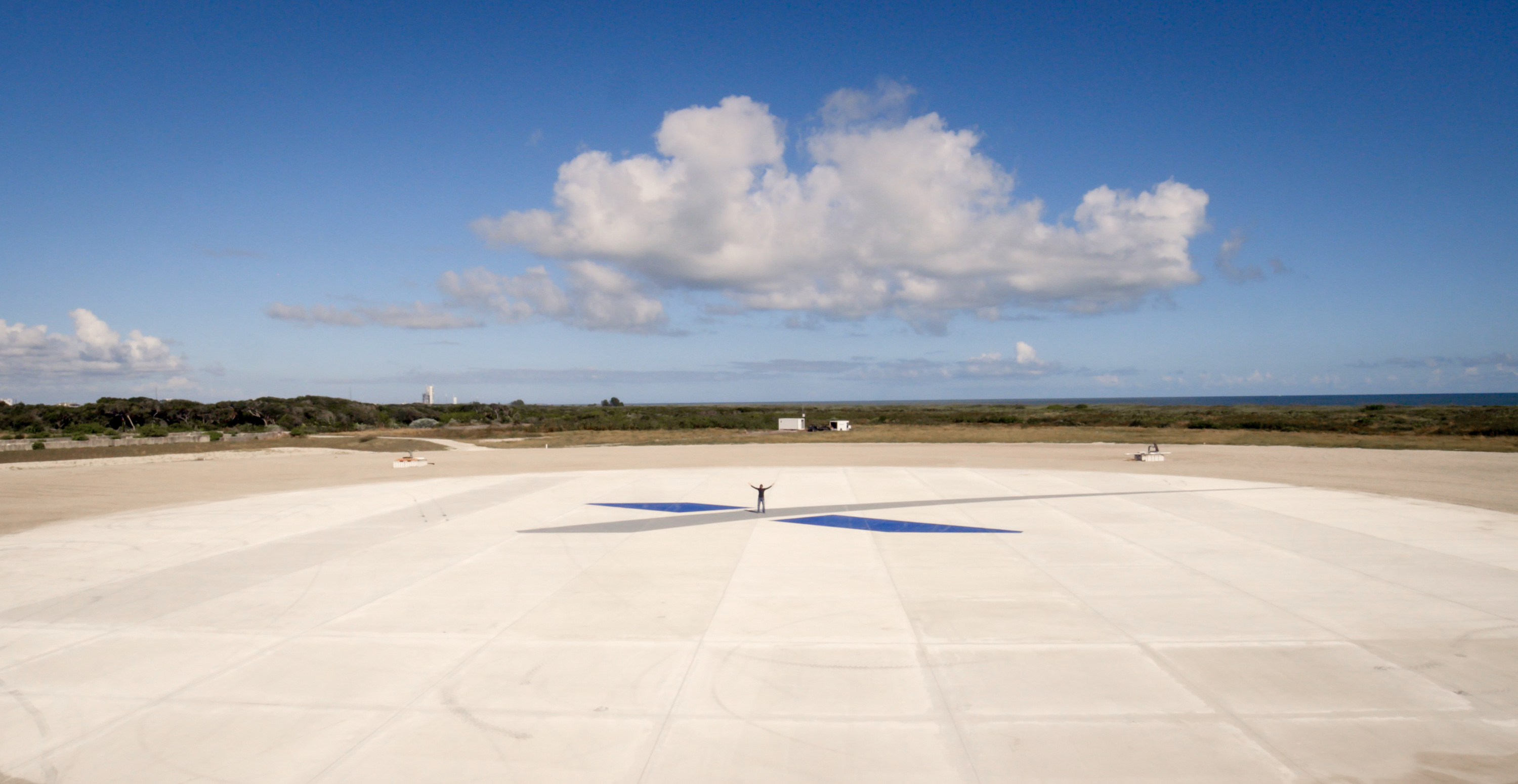
Osoba stojąca na środku lądowiska, demonstrująca jego wielkość
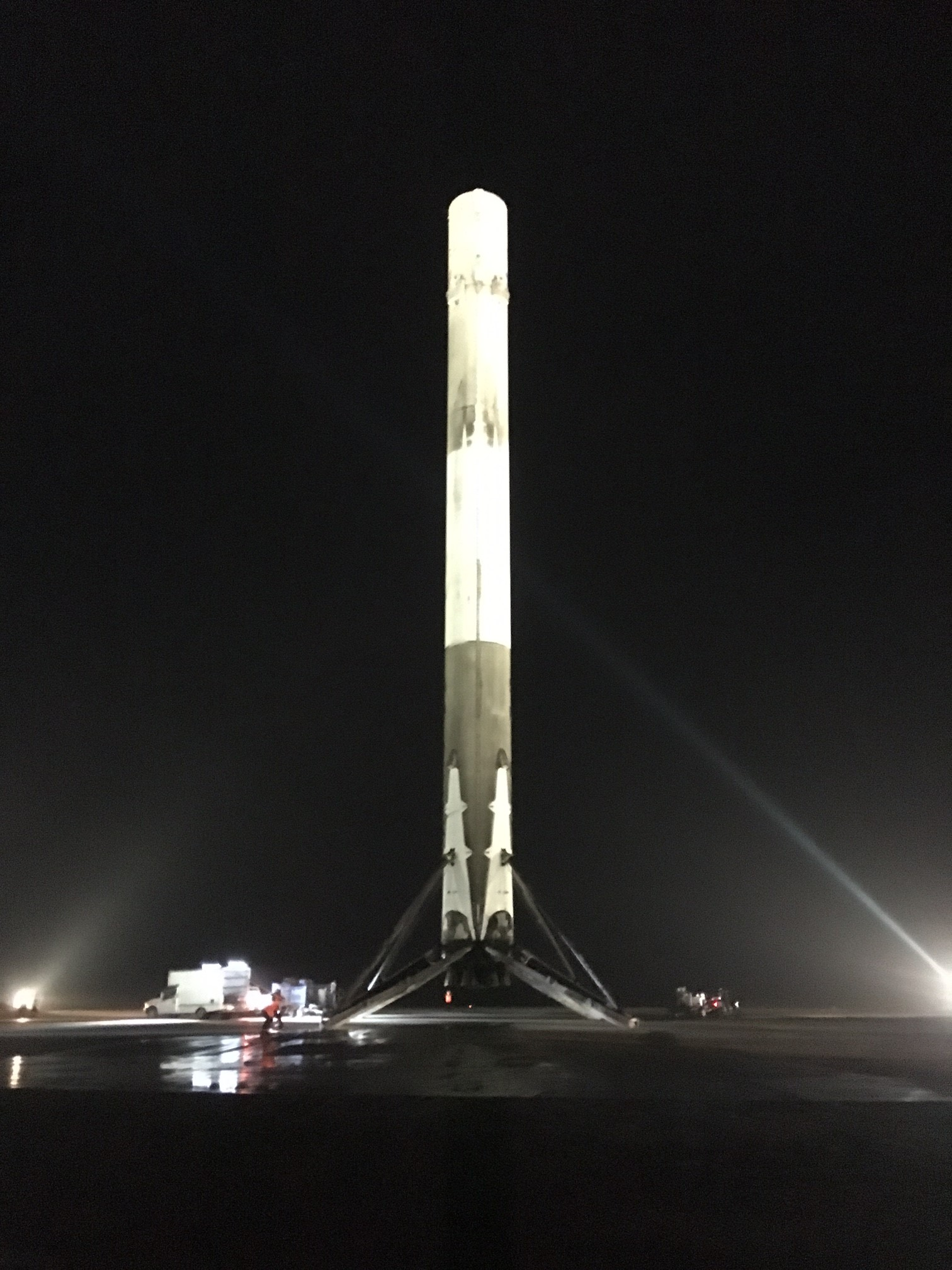
Pierwszy stopień rakiety Falcon 9 na lądowisku tuż po wylądowaniu
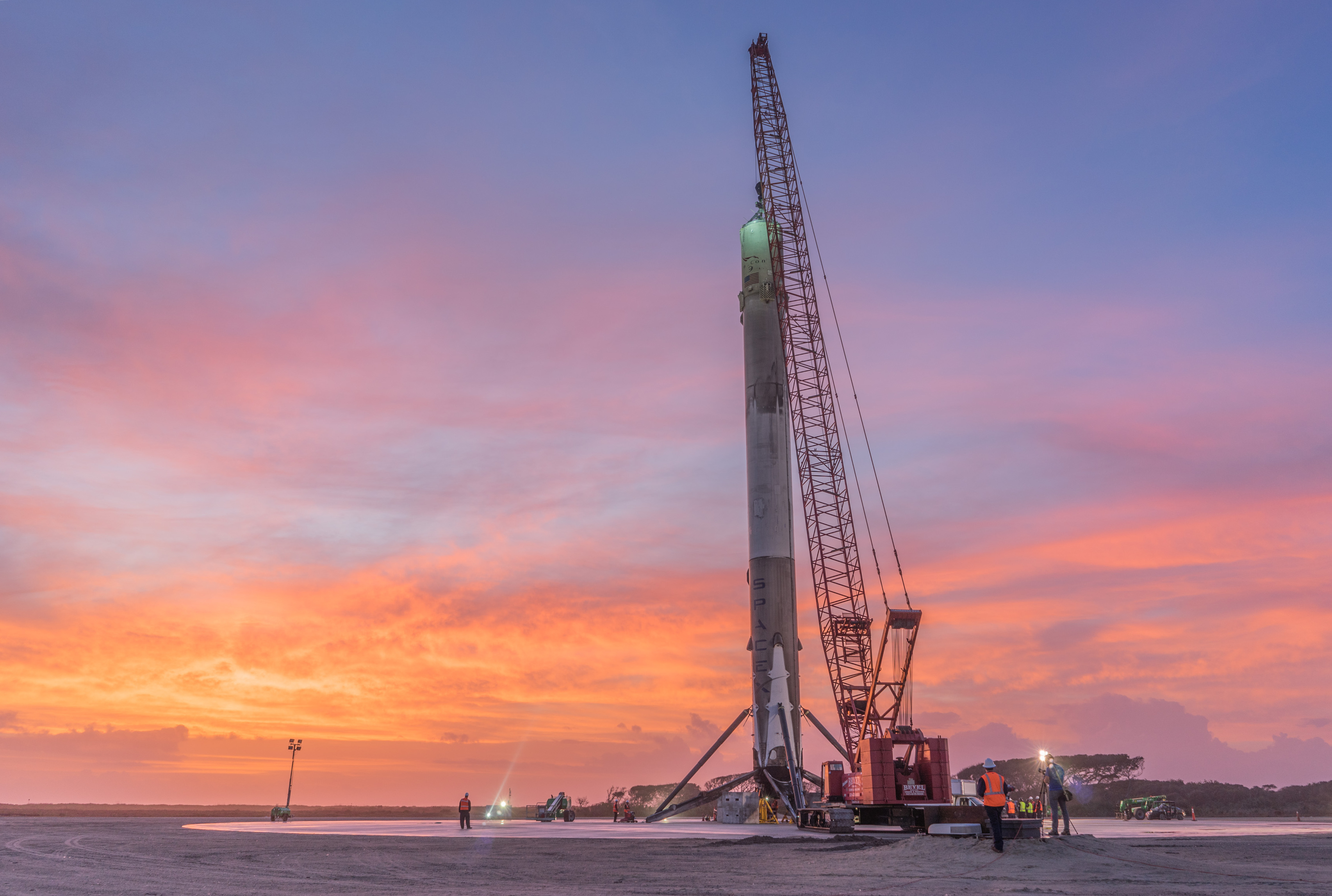
Odzysk pierwszego stopnia rakiety Falcon 9 po udanym lądowaniu
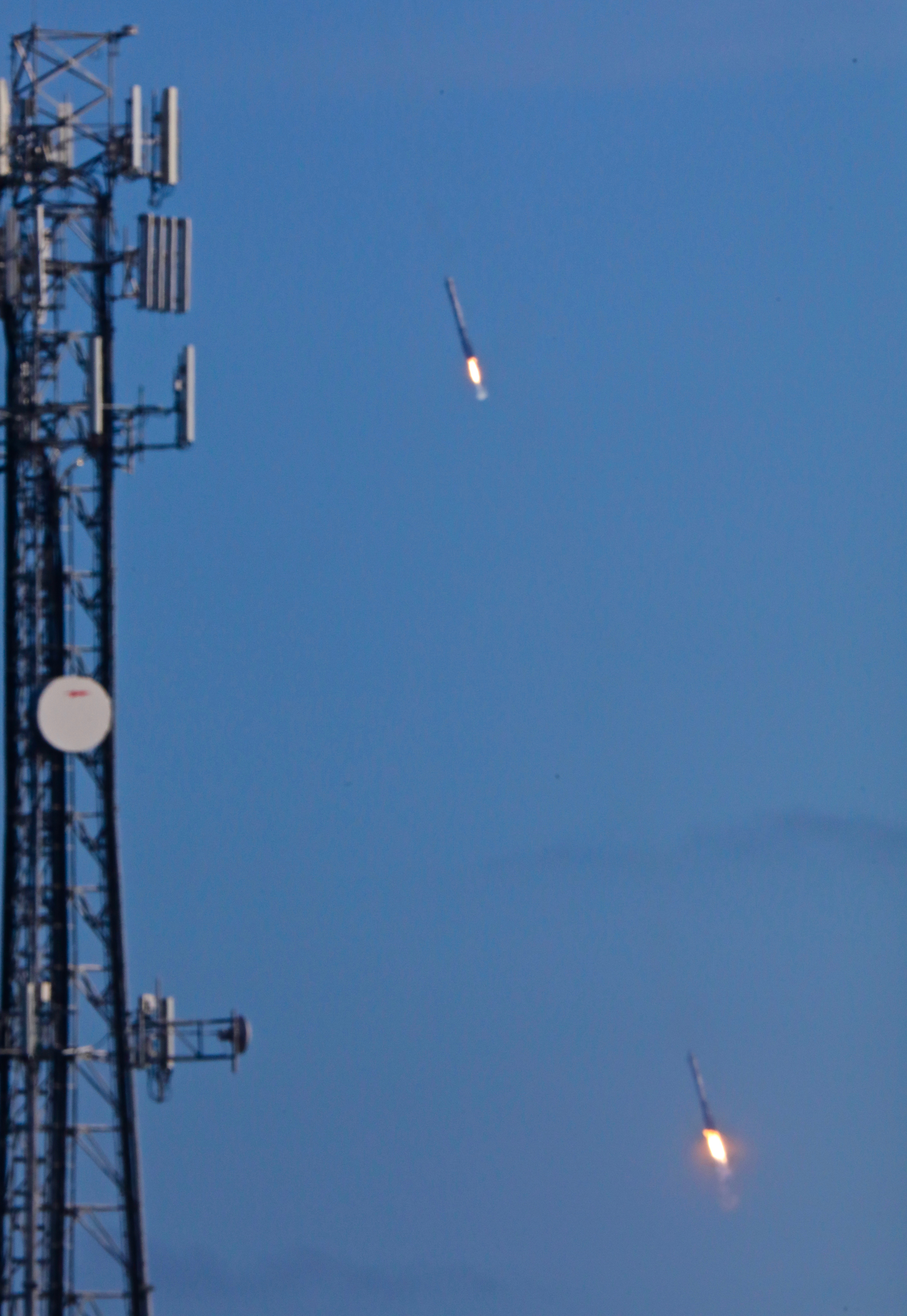
Powrót bocznych boosterów w trakcie testowego lotu rakiety Falcon Heavy

## Historia lądowań
Po zatwierdzeniu przez FAA SpaceX wykonało pierwsze udane lądowanie na tym lądowisku podczas 20. lotu rakiety Falcon 9 z 22 grudnia 2015. Drugie udane lądowanie na LZ-1 miało miejsce wkrótce po północy, 18 lipca 2016 roku w ramach misji CRS-9, która była 27. lotem Falcona 9. Landing Zone 2 został po raz pierwszy wykorzystany podczas pierwszego lotu rakiety Falcon Heavy 6 lutego 2018 roku, kiedy to dwa boczne stopnie rakiety wylądowały na lądowiskach LZ-1 i LZ-2.